# Sigrid Löfflerová
Sigrid Löfflerová (nepřechýleně Löffler, * 26. června 1942, Ústí nad Labem) je rakouská literární kritička.

## Život a dílo
Narodila se roku 1942 v Ústí nad Labem, avšak vyrostla ve Vídni. Vystudovala germanistiku, anglistiku, filozofii a pedagogiku na univerzitě ve Vídni. Podílela se spolu s Marcelem Reichem-Ranickim a Hellmuthem Karaskem na tvorbě literárního diskuzního pořadu Das Literarische Quartett německé televizní stanice ZDF.
V roce 1992 jí byla udělena Rakouská státní cena za kulturní publicistiku.